# HD2IOA
HD2IOA是厄瓜多尔海军运营的一个短波授时台的呼号。该电台位于厄瓜多尔瓜亚基尔，在 3.81 和 7.6 MHz 的短波波段上发射信号。
传输采用 AM 模式，仅使用下边带（部分时间为 H3E，其余时间为 H2B/H2D），由每十秒重复一次的 780 Hz 音调脉冲和西班牙语语音公告组成。
虽然有时该电台被描述为已停播，但在 3.81 MHz 上该电台的接收报告定期出现在Utility DX Forum上。